# پالوما چن
پالوما چن (زاده ۱۹۹۷، آلیکانته) شاعر و روزنامه‌نگار چینی-اسپانیایی است.
چن در آلیکانته متولد شد. والدین او در دهه ۱۹۸۰ از منطقه ونژو چین به اسپانیا نقل مکان کردند. تضاد زنی که در کنار دریای مدیترانه به دنیا آمده و اکنون به زبان اسپانیایی تسلط دارد و دشواری‌هایی که در یادگیری زبان با والدین چینی خود با آن روبرو بوده است، در آثار شاعرانه چن وجود دارد. به عنوان یک روزنامه‌نگار، او برای آژانس افه و بخش‌های ارتباطی موسسات مختلف مانند صلیب سرخ اسپانیا کار کرده است. او در روزنامه‌ها از جمله ال پائیس یا ال سالتو کار کرده است.